# Mhlume United Football Club
El Mhlume United fue un equipo de fútbol de Suazilandia que alguna vez jugó en la Primera División de Suazilandia, la liga de fútbol más importante del país.

## Historia
Fue fundado en el año 1977 en la ciudad de Mhlume con el nombre Mhlume Peacemakers y en 1983 se fusionaron con el Mhlume FC para crear al Mhlume United. Ganaron el título de la Primera División de Suazilandia en la temporada 1980/81, su único título de liga, y también ganó la Copa de Suazilandia en el año 2000 (su única copa).
A nivel internacional participaron en la Copa Africana de Clubes Campeones 1982, en la cual fueron eliminados en la segunda ronda por el AS Somasud de Madagascar.
El club desapareció en el año 2005 luego de que se fusionaran con el Simunye FC para crear al RSSC United FC.

## Palmarés
- Primera División de Suazilandia: 1

1980/81
- Copa de Suazilandia: 1

1999/2000

## Participación en competiciones de la CAF
| Temporada | Torneo                            | Ronda | Club            | Casa | Visita | Global |
| --------- | --------------------------------- | ----- | --------------- | ---- | ------ | ------ |
| 1982      | Copa Africana de Clubes Campeones | 1     | Maseru Brothers | 1-0  | 2-2    | 3-2    |
| 1982      | Copa Africana de Clubes Campeones | 2     | AS Somasud      | 2-0  | 0-4    | 2-4    |